# Skanderup Kirke (Kolding Kommune)
 For alternative betydninger, se Skanderup Kirke. (Se også artikler, som begynder med Skanderup Kirke)
Skanderup Kirke er en dansk kirke i Kirkeby i Skanderup Sogn, Kolding Provsti (Haderslev Stift). Kirke ligger nogle kilometer vest for landsbyen Skanderup og 10km vest for Kolding. Kirken er formentligt opført omkring år 1200, sognet er første gang nævnt i skriftlige kilder i 1280 og ifølge et brev fra 1397 skulle kirken være viet Sankt Nikolaj. En del af kirkens inventar stammer fra 1500'tallet.
Kirken består af romansk kor og skib, i senmiddelalderen er der kommet tårn på kirken, og fra 1871 har der været spir på tårnet. Der har gået flere sagn omkring kirken. Den skulle blandt andet være bygget af to jomfruer og den sidste præst af slægten Buch skulle have gået igen som spøgelse, indtil man i kirkediget fandt en strømpe fyldt med penge.

## Galleri
- set fra sydøst
- kirkens indre
- Norddør, eller den såkaldte kvindedør
- Carl Moe, gravsted, formand for Indre Mission 1916-1927
- Krigergrav over ukendte soldater fra Treårskrigen